# Gym Class Heroes
Gym Class Heroes – amerykański hip-hopowo rockowy zespół, pochodzący z Genevy. Grupa stała się znana po wydaniu singla Cupid's Chokehold, pochodzącego z ich drugiej płyty, "The Papercut Chronicles" i po raz drugi wydanego na trzecim albumie "As Cruel as School Children", w którym gościnnie wystąpił Patrick Stump z zespołu Fall Out Boy.

## Dyskografia

### Albumy studyjne
| Tytuł                       | Informacje                                                    | Najwyższe pozycje na listach | Najwyższe pozycje na listach | Najwyższe pozycje na listach | Najwyższe pozycje na listach | Najwyższe pozycje na listach | Statusy                               |
| Tytuł                       | Informacje                                                    | US                           | US Rap                       | AUS                          | NLD                          | UK                           | Statusy                               |
| --------------------------- | ------------------------------------------------------------- | ---------------------------- | ---------------------------- | ---------------------------- | ---------------------------- | ---------------------------- | ------------------------------------- |
| ...For the Kids             | - Wydany: 23 grudnia 2001 - Wytwórnia: Wydawnictwo niezależne | −                            | −                            | −                            | −                            | −                            |                                       |
| The Papercut Chronicles     | - Wydany: 22 lutego 2005 - Wytwórnia: Fueled by Ramen         | −                            | −                            | −                            | −                            | −                            |                                       |
| As Cruel as School Children | - Wydany: 25 lipca 2006 - Wytwórnia: Fueled by Ramen          | 35                           | 8                            | 40                           | 68                           | 19                           | - US: Złota płyta - UK: Srebrna płyta |
| The Quilt                   | - Wydany: 9 września 2008 - Wytwórnia: Fueled by Ramen        | 14                           | 5                            | −                            | −                            | 41                           |                                       |
| The Papercut Chronicles II  | - Wydany: 15 listopada 2011 - Wytwórnia: Fueled by Ramen      | 54                           | 10                           | −                            | −                            | 95                           |                                       |

### Albumy demo
- Hed Candy
  - Wydany: 1999
  - Wytwórnia: Wydawnictwo niezależne

- Greasy Kid Stuff
  - Wydany: 2000
  - Wytwórnia: Wydawnictwo niezależne

### EP
- The Papercut EP
  - Wydany: 29 października 2004
  - Wytwórnia: Fueled by Ramen/Decaydance

- Patches from the Quilt
  - Wydany: 8 lipca 2008
  - Wytwórnia: Fueled by Ramen/Decaydance

### Single
| Rok  | Piosenka                                         | US | US Pop | CAN | AUS | NZ | IRL | UK | Certyfikaty | Album                       |
| ---- | ------------------------------------------------ | -- | ------ | --- | --- | -- | --- | -- | --- | --------------------------- |
| 2005 | "Papercuts"                                      | -  | -      | -   | -   | -  | -   | -  | − | The Papercut Chronicles     |
| 2005 | "Cupid's Chokehold" (featuring Patrick Stump)    | -  | -      | -   | -   | -  | -   | -  | − | The Papercut Chronicles     |
| 2006 | "The Queen and I"                                | -  | 40     | -   | -   | -  | -   | -  | − | As Cruel as School Children |
| 2006 | "New Friend Request"                             | -  | -      | -   | -   | -  | -   | -  | − | As Cruel as School Children |
| 2006 | "Cupid's Chokehold" (Reedycja)                   | 4  | 1      | 3   | 14  | 6  | 3   | 3  | - US: Platynowa płyta - UK: Srebrna płyta                                                                              | As Cruel as School Children |
| 2007 | "Shoot Down the Stars"                           | -  | -      | -   | -   | -  | -   | -  | | As Cruel as School Children |
| 2007 | "Clothes off!!" (featuring Patrick Stump)        | 46 | 20     | −   | 11  | 13 | 7   | 5  | | As Cruel as School Children |
| 2008 | "Peace Sign/Index Down" (featuring Busta Rhymes) | -  | -      | -   | -   | -  | -   | -  | | The Quilt                   |
| 2008 | "Cookie Jar" (featuring The-Dream)               | 59 | −      | 91  | 41  | 85 | 24  | 6  | - UK: Srebrna płyta | The Quilt                   |
| 2008 | "Guilty As Charged" (featuring Estelle)          | −  | −      | −   | −   | -  | −   | -  | | The Quilt                   |
| 2011 | "Stereo Hearts" (featuring Adam Levine)          | 4  | 1      | 7   | 4   | 3  | 4   | 3  | - AUS: 3x platynowa płyta - CAN: 2x platynowa płyta - NZ: Platynowa płyta - UK: Srebrna płyta - US: 3x platynowa płyta | The Papercut Chronicles II  |
| 2011 | "Ass Back Home" (featuring Neon Hitch)           | 12 | 5      | 24  | 1   | 11 | 10  | 9  | - AUS: 3x platynowa płyta - CAN: Złota płyta - NZ: Platynowa płyta - US: Platynowa płyta                               | The Papercut Chronicles II  |
| 2012 | "The Fighter" (featuring Ryan Tedder)            | 25 | 13     | 35  | 7   | 4  | 15  | 44 | - AUS: 2x platynowa płyta - NZ: Złota płyta - US: Platynowa płyta                                                      | The Papercut Chronicles II  |

### Wideoklipy
The Papercut Chronicles
- 2004 – Taxi Driver
- 2005 – Papercuts
- 2005 – Cupid's Chokehold

As Cruel as School Children
- 2006 – The Queen and I
- 2006 – New Friend Request
- 2006 – Cupid's Chokehold
- 2007 – Shoot Down the Stars
- 2007 – Clothes off!!

The Quilt
- 2008 – Cookie Jar
- 2008 – Guilty As Charged
- 2008 – Peace Sign / Index Down
- 2009 – Live a Little

The Papercut Chronicles II
- 2011 – Stereo Hearts
- 2011 – Ass Back Home
- 2012 – The Fighter